# Аргонавти часу
«Аргонавти часу» (англ. The Chronic Argonauts) — оповідання англійського письменника Герберта Веллса. Видане у 1888 році, воно передувало більш відомому твору Веллса «Машина часу» (1895). Оповідання завершується відкритим фіналом. Продовження були написані, але не видавалися.

## Сюжет
Оповідь ведеться від третьої особи, оповідач описує прибуття таємничого винахідника до тихого валлійського міста Лліддвідд (Llyddwdd). Доктор Мосес Небогіпфел поселяється в покинутому будинку, власник якого загадковим чином загинув. Доктор вирізнявся своєю манерою говорити та створенням в облаштованій лабораторії незрозумілих деталей. Місцеві мешканці сприймали його експерименти як чаклунство, і запідозрили його у зв'язку з потойбічною силою після смерті одного з містян. Розгніваний натовп пішов до будинку Небогіпфела, але той встиг втекти разом зі священиком Ілією Куком, за допомогою пристрою, який просто зник з лабораторії.
Через три тижні Ілію було знайдено в розірваному одязі. Він зробив заяву про те, що Небогіпфел втік з-під охорони в 4003 році та винний в кількох нападах у 17901 і 17902 роках і вбивстві чоловіка в 1862. За словами оповідача, Кук помер в 1887-у.
Далі іде розповідь Кука, що починається в день нападу натовпу на дім Небогіпфеля. Кук поспішив попередити винахідника про небезпеку. Несподівано доктор виник в лабораторії, після чого священик знепритомнів. Доктор повідав про свій «Арго часу» — машину для подорожей в інші епохи, яку конструював 30 років. Поселившись в будинку, він вирушив у минуле, де зустрів колишнього хазяїна, який напав на нього і в ході бійки загинув. Під час розповіді про можливості подорожей у часі, як одному з вимірів, розгніваний натовп вдерся до будинку і Небогіпфел з Куком скористалися «Арго часу» для втечі.